# 早川愛美
早川 愛美（はやかわ まなみ、1967年5月27日 - ）は、日本の元AV女優 。

## 経歴
東京都台東区浅草出身、母がハーフで本人はクォーターである。
1985年の夏、高田馬場のファッションヘルス『サテンドール』に在籍していた時、人気が出て深夜番組の『TV海賊チャンネル』（日本テレビ）や『オールナイトフジ』（フジテレビ系列）の『美味ちんぽ倶楽部！FAXしましょ』というコーナーでレギュラー出演、風俗界のアイドルとなる。その後『ヒロイン・愛美』という同一タイトルのビデオと写真集でデビューし、AV女優となる。デビューに当たっては清純性のイメージ付けから、前述の風俗関連の経歴は触れられなかった。
雑誌『ビデオボーイ』（英知出版）の行ったビデオボーイ・ギャルズ・コンテスト、ミス・ビデオボーイの読者投票で、1985年度第一回と1986年度第二回で2年連続で1位となる。
1987年5月『六本木SCANDAL』でレコードデビュー。発売前に六本木の『ヒットパレード』において発表会を開催、オールナイトフジで披露。さらに27日には、六本木マハラジャで報道関係者のみを対象に、新作ビデオ『スキャンダル・愛美』のプロモーションと誕生会を開催して新曲を歌い、ソロでレコードを出した最初のAV女優となる。『火曜ワイドスペシャル 第一回 ジャポーン!女だけの水泳大会』（フジテレビ）に出演した時は『TO-NIGHT』を歌った。
1987年11月、明治学院大学の大学祭を皮切りに早稲田大学、慶応義塾大学、明治大学、青山学院大学、中央大学の5校でコンサートツアーを決行。翌年には日本大学商学部でもコンサートを行う。
1989年1月14日、インクスティック芝浦ファクトリーにてライブイベント『宇宙少女レビュー』に出演し、麻生澪、小森愛、牧本千幸、直木亜弓、小野由美、藤森真奈と共演、歌とダンスのパフォーマンスを行う。彼女達はAVメーカー、宇宙企画の専属で宇宙少女として売り出され、早川はリーダー役を務めた。
車とバイクの運転が趣味で、同じ趣味を持つ麻生澪とはファンクラブを兼ねたレーシングチーム『TEAM M2』を結成して、ファンとのツーリングを行っており、『CLUB紳助杯150分耐久ロード・レース』ではチーム子供ばんどのピットクルーとして参加した。
1989年11月の宇宙少女レビューの第二弾では、直前までリハーサルを行っていたが足を負傷し参加できず、これ以降、徐々にメディアから遠ざかっていき、1990年6月に引退した。

## 人物
好きな色:白と黒。
趣味:テニス、ゴルフ、ドライブ。

## テレビドラマ
- 春一番が吹くまで（1986年3月20日、フジテレビ・木曜ドラマストリート）[10]

## テレビ
- オールナイトフジ（1983年4月2日～1991年3月30日、フジテレビ）- レギュラー [10]
- TV海賊チャンネル ティッシュタイム（1984年10月6日～1986年3月29日、日本テレビ）
- 火曜ワイドスペシャル 第一回 ジャポーン!女だけの水泳大会（1987年夏、フジテレビ）
- 金曜おもしろバラエティ（フジテレビ） [10]

## ビデオ
1985年
- ヒロイン・愛美（宇宙企画 UJ-31）＊デビュー作
- アイドル・愛美（宇宙企画 FX-04）

1986年
- ヒロイン・愛美 PART2 LABYRINTH（宇宙企画 UJ-35）
- MAGAZINE VIDEO マドンナ 第2号（宇宙企画 M-02）他 羽田圭子 白鳥恵利奈 栗田美紀 佐野美幸 成瀬真美 森下優子
- ベンテンvol,1 早川愛美 真田久美 室生桜子 平田まゆみ ほか（宇宙企画 M-03）

1987年
- スキャンダル・愛美（宇宙企画 5月23日 UJ-41）
- ラ・ルージュ PART2（宇宙企画 8月23日 M-08）他 かわいさとみ 渡瀬ミク かとうみゆき 原田陽子 麻生澪 東山絵美 全7名

1988年
- 愛美がいっぱい（宇宙企画 6月23日 UJ-43）
- ビデオSEXY倶楽部 30（宇宙企画 9月13日）＊オムニバス作品
- ベスト・セレクション VOL.2 早川愛美 麻生澪 かとうみゆき 葉山みどり 高原流美（宇宙企画 10月10日 FX-06）＊オムニバス作品 全5名
- ラ・ルージュ PART3（宇宙企画 12月23日）他 藤森真奈 村上麗奈 小林かおり 美穂由紀 麻生澪 全6名
- 宇宙少女 SUPER VIDEO MAGAZINE Vol.1（宇宙企画 M-12）他、小森愛 白木麻弥 山下麗子 牧本千幸 立原友香

1989年
- VIDEO MAGAZINE Beppin Vol.8 早川愛美 日向まこ 樋川佳恵 藤井優子 杉本名美 森山ゆかり ほか（英知出版 3月20日 BEV88-08）＊イメージビデオ
- VIDEO MAGAZINE Beppin Vol.9 早川愛美 藤崎あや 藤沢まりの 百瀬花梨 ほか（英知出版 4月20日 BEV88-09）＊イメージビデオ

1990年
- 宇宙からの贈りもの 君は何人知っている? 39人の美少女登場!（1月18日、英知出版 UKV68-01）全39名
- 美少女エクスプレス・AVの美少女玉手箱（英知出版 3月20日 KBV 71-01）＊アイドルビデオ
- 美人検診倶楽部 悪女万歳 健康団体（メディアックス 11月10日 MAV 01-10）

## オリジナルビデオ
- Beat Shot!! ビートショット（アニメ）!（1989年5月5日、 バンダイビジュアル）演出:秋本孝志 原作:池沢さとし - 声の出演 [11]
- サドルの女（2004年8月27日、ケイエスエス）監督:金田敬 [12]

## 書籍

### 写真集
- ヒロイン・愛美（英知出版 1985年12月20日）撮影:前場輝夫
- ラビリンス ヒロイン愛美part2（英知出版 1986年7月26日）撮影:前場輝夫
- 触れたら吐息 小林ひとみ 新田恵美 早川愛美 竹下ゆかり（ワニブックス 1986年11月10日）撮影:斉木弘吉 ISBN 9784847020469 全4名
- パーフェクト・メモワール スーパーギャルズデラックス 堀江しのぶ 小林ひとみ 早川愛美 中沢慶子 ほか（1987年、リイド社）
- 週刊プレイボーイ特別編集 プレイボーイの本 ’87おんな年鑑 松本小雪 南麻衣子 早川愛美 堀江しのぶ ほか（集英社 1987年3月1日）全87名
- セクシー・ギャルの撮り方 堀善郎写真集 秋元ともみ 早川愛美 中沢慶子 ほか（ピラミッド社 1987年3月15日）撮影:堀善郎
- 愛美がいっぱい BEPPIN文庫（英知出版 1987年3月20日）撮影:前場輝夫 ISBN 9784754230012
- ビバ!ビデオアイドル PART2（ピラミッド社 1987年5月11日）ISBN 9784803310849
- スコラスペシャル DELUXE SUPER NUDE COLLECTION 小林ひとみ 早川愛美 麻生澪 渡瀬ミク ほか（講談社・スコラ 1987年8月10日）全30名 ISBN 9784061713017
- 下着のアイドルたち ビデオアイドルランジェリー写真集（英知出版 1987年11月20日）他、秋元ともみ 麻生澪 原田楊子 ほか 全11名
- 愛美白書（英知出版 1988年8月20日）撮影:前場輝夫
- WIZARD 別冊スコラ 2（スコラ 1988年10月29日）撮影:野村誠一 ISBN 9784882756026
- ZAKURO・ビデオウェーブのトップアイドル34人 小森愛 工藤ひとみ 早川愛美 松本まりな 他（英知出版 1990年8月10日）撮影:若杉憲司 全34名
- 謝肉祭 憂木瞳 いとうしいな 東清美 中沢慶子 桂木麻也子 早川愛美 ほか（竹書房 1993年9月30日）撮影:高木信行 ISBN 9784884752453 全40名

### 雑誌
- WEEKLY プレイボーイ 1985年8月27日号、1986年1月21日、7月29日、12月2日号、1987年4月28日号、6月16日号（集英社）
- デラべっぴん 1985年12月号、1986年3月号、8月号、1987年4月号、1988年11月号（英知出版）
- ビデオボーイ 1986年02月号、03月号、6月号、8月号、9月号、1987年01月号、04月号、6月号、1988年6月号（英知出版）
- スコラ 1986年2月27日号、8月28日号、11月13日号、1987年1月8日号、3月26日号、6月25日号、7月23日号、9月24日号、11月12日号、11月26日号、1988年4月14日号、10月13日号（スコラ）
- Beppin 1986年6月号、11月号、1987年4月号、6月号、7月号、1988年3月号（英知出版）
- Don’t 1986年8月号（サン出版）
- オレンジ通信 1986年9月号、1987年6月号（表紙）（東京三世社）
- EXCITE 夏少女25人（新和出版社 1986年9月1日）
- BODY PRESS 1986年9月号（白夜書房）
- マンスリー・バイブ 1986年9月号（ミリオン出版）
- スーパー写真塾 1986年9月号（少年出版社）
- さくらんぼ通信 1986年10月創刊号（大洋図書）
- バナナ通信 1986年10月号（表紙）（ラン出版）
- Eiga Guide 1986年10月号（表紙）（蒼竜社）
- アップル通信 1986年10月号（三和出版）
- GAL’S KISS SELECTION 1986年12月号（三和出版）
- WEEKLY平凡パンチ 1986年12月1日号、12月15日号、1988年4月7日号（マガジンハウス）
- ザ・ベスト VIDEO 1987年1月号（三和出版）
- GORO 1987年2月12日号（小学館）
- 週刊ポスト 1987年2月27日号（小学館）
- PENTHOUSE 日本版 1987年4月号（講談社）
- ACTRESS 1987年05月号（リイド社）
- マスカット 1987年6月号（大洋書房）
- GALSコレクション 1987年9月10日号（少年画報社）
- GAL’S KISS SELECTION 1（三和出版 1987年11月15日）
- プレイボーイの本 ’88 おんなヌード年鑑（集英社 1988年2月15日）
- アダルトビデオ10年史（東京三世社 1991年3月15日）
- アダルトビデオ20年史（東京三世社 1998年12月30日）

## その他
レコード
- 六本木SCANDAL / TO-NIGHT（lollipop RECORD 1987年5月25日）7DR31
  - 六本木SCANDAL（作詞:渡辺なつみ、作曲:池毅）
  - TO-NIGHT（作詞:静香徹、作曲:池毅）

ゲーム
- 早川愛美のスネークキャンプ（宇宙企画・英知出版 1988年12月）- PC-8801mkIISR以降 5インチソフト